# England expects that every man will do his duty
England expects that every man will do his duty – englisch für „England“ (womit das gesamte Vereinigte Königreich gemeint war) „erwartet, dass jeder Mann seine Pflicht tun wird“ – war das Flaggensignal, das Vizeadmiral Nelson von seinem Flaggschiff Victory zu Beginn der Schlacht von Trafalgar an den Rest seiner Flotte aussandte. Trafalgar war die entscheidende Seeschlacht der Napoleonischen Kriege, die eine französische Eroberung der britischen Inseln endgültig ausschloss.

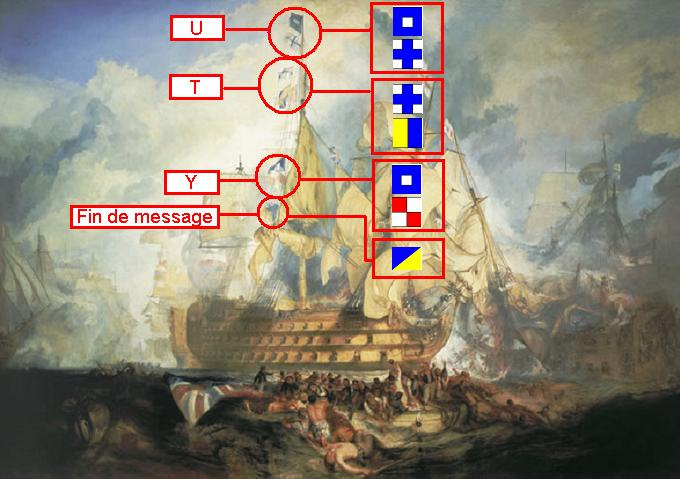
The Battle of Trafalgar von J. M. W. Turner (mit den Flaggensymbolen für U, T, Y + Ende der Nachricht)

Das Flaggensignal ist das berühmteste Signal der Royal Navy und wurde bei vielen Gelegenheiten zitiert und persifliert.
Nelson wollte ursprünglich „England confides that every man will do his duty“ („England vertraut darauf, dass ...“) ausflaggen lassen, sein Signaloffizier John Pasco (1774–1853) überredete ihn aber, das Signal abzuändern, weil „expects“ („erwartet“) im Codebuch enthalten war, während „confides“ („vertraut darauf“) ausbuchstabiert hätte werden müssen.

Nelsons Signal mit den Nummern des Telegraphic Signals or Marine Vocabulary 1803 (books.google)